# ヘルマン (ケルンテン公)
ヘルマン2世（ドイツ語：Hermann II., ? - 1181年10月4日）は、ケルンテン公（在位：1161年 - 1181年）。

## 生涯
ヘルマンはケルンテン公ウルリヒ1世とバーデン辺境伯ヘルマン2世の娘ユーディトとの間の次男である。
1144年4月に父ウルリヒ1世が死去し、ヘルマンの兄ハインリヒ5世が後を継いだ。ハインリヒ5世はシュタイアーマルク辺境伯レオポルトの娘エリーザベトと結婚したが、1161年10月12日に子供がないまま死去し、ヘルマンがケルンテン公位を継承した。
ヘルマンは皇帝フリードリヒ1世より公位継承の承認を得た。1161年12月、ザルツブルク大司教エーバーハルトとアクィレイア総大司教ウルリヒ2世の同席のもと、正式にケルンテン公位についた。
ヘルマンはケルンテンにあるバンベルク司教領およびアクィレイア総大司教領、およびグルク教区のフォークトとなることで、ケルンテンにおける自身の立場を強めようとした。兄と同様に、ヘルマンもオタカール家のシュタイアーマルク辺境伯、ハインブルク伯やオルテンブルク伯などの在地貴族との争いにかかずらうことになった。叔父イストリア辺境伯エンゲルベルト3世が1173年に死去した際には、ヘルマンはイストリア辺境伯位を継承することはできなかったが、叔父個人の所領であったザンクト・ファイト周辺の町は継承し、公領に合併した。
1173年ごろ、ヘルマンはオーストリア公ハインリヒ2世の娘でハンガリー王イシュトヴァーン3世の寡婦であったアグネスと結婚し、2男をもうけた。
- ウルリヒ2世（1176年頃 - 1202年）[2] - ケルンテン公（1181年 - 1202年）
- ベルンハルト（1181年頃 - 1256年）[1] - ケルンテン公（1202年 - 1256年）

ヘルマンは、1091年に曾祖父エンゲルベルト1世が創建したラヴァントタールのザンクト・パウル修道院に埋葬された最初のシュポンハイム家のケルンテン公である。ヘルマンの死後、ケルンテン公位は長男ウルリヒ2世が継承した。